# Vjekoslav Ivanišević (arhitekt)
Vjekoslav Ivanišević (Split, 27. ožujka 1947. – Split, 12. rujna 2018.), hrvatski arhitekt.

## Životopis
Ivanišević je rođen u Splitu, u staroj splitskoj obitelji (majka Danica, rođena Dvornik, i otac Ante Ivanišević). 
Odrastao je u starom dijelu Splita, Lučcu, uz što je vezana i jedna zanimljivost u njegovom životu: postao je glavnim junakom knjige Snijeg u Splitu, svog prijatelja iz djetinjstva - Matka Marušića - koja je ušla u program lektire za osnovne škole, te je tako postao svojevrsni  „splitski Tom Sawyer”. 
Sa suprugom Tanjom Ivanišević (rođenom Bojanić), također dipl.ing.arh.,  ima dvije kćeri, Ranku i Petru.

Završio je Klasičnu gimnaziju Natko Nodilo u Splitu. 
Diplomirao je na Arhitektonsko-urbanističkom fakultetu u Sarajevu 1975. godine.
Radio je u projektnim biroima P.P. projekt u Sarajevu, I.L. Lavčević u Splitu, Zavodu za arhitekturu Arhitektonskog fakulteta Sveučilišta u Zagrebu, te u Urbanističkom zavodu Dalmacije u Splitu - gdje dvije godine obnaša dužnost direktora Zavoda.
Godine 1992. osniva Arhitektonsku radionicu centar d.o.o.  (ARC) kojoj je direktor od 1993. do 2013.

Još kao student ističe se, osim ozbiljnošću u projektiranju, i dorađenom grafičkom prezentacijom. Ovakvim pristupom zaslužuje „Nagradu gospodarstvenika grada Sarajeva za studentske projekte”, te time utire put za suradnju s uvaženim arhitektima koji su utjecali na njegov daljnji rad – Juraj Neidhardt, Zlatko Ugljen, Boris Magaš i Dinko Kovačić.
1979. polaže stručni ispit za ovlaštenog arhitekta, a 1999. upisan u Hrvatsku komoru arhitekata. 2011. godine dobiva dopuštenje za obavljanje poslova zaštite i očuvanja kulturnih dobara.
Kao osnivač ARC-a projektira značajne objekte, sudjelujući u natječajima na kojima odnosi 8 prvih nagrada, 2 druge, jednu treću i petu, te dva otkupa. 
Elaborat prenamjene objakata bivše JNA kojeg je V. Ivanišević radio u ožujku 1992. godine, rezultirao je brojnim inicijativama od kojih je većina i ostvarena. Na temelju Elaborata, putem odluke Vlade Republike Hrvatske, pomogao je unijeti u vlasništvo Grada zgradu Banovine, Hotel Ambasador, Tvrđavu Gripe, Centar veze u Vukovarskoj, Depandansu na Bačvicama, Kampus Visoka, kompleks bazena u Poljudu, Vojni sud, Centar za novačenje kao i niz dječjih vrtića.
Godine 2006. pokreće inicijativu i idejni projekt za ljetnu pozornicu na Bedemu Cornaro, te inicijativu i programske elemente za prenamjenu kompleksa trafostanice u Dujmovači u Muzej znanosti, što 2015. postaje jedan od strateških projekata natječaja za Grad Split – Europski glavni grad kulture.

Javlja se člancima u stručnim (arhitektonskim) časopisima Čovjek i prostor i Oris, te u Forumu dnevnika Slobodna Dalmacija.
Kao predavač sudjeluje u Ljetnoj školi arhitekture u Bolu na otoku Braču

Dobitnik je (posmrtno) Nagrade za životno djelo Grada Splita za 2018. godinu.

## Najvažniji izvedeni projekti
- Kuća za odmor obitelji Sapunar, Bobovišća na Braču (1978.)
- Športsko rekreacijski i ugostiteljski kompleks Jadran-Koteks, Split (1980.)
- Kuća za odmor obitelji Garbin – Božić, Stanići (1981.)
- Stambeno-poslovna zgrada „Jela“, Split (1983.)
- Stambeno-poslovna zgrada u Rendićevoj, Split (1984.)
- Stambena uglovnica na Žnjanu, Split (1987.)
- Tenis centar „Bol-Potočine“, Bol na Braču (1988.)
- Tenis centar Vuleta, Stobreč (1990.)
- Automatska telefonska centrala i upravna zgrada „ATC –Smrdečac“, Split (1993. – 2010.)
- Crkva župe Sv. Leopolda Bogdana Mandića na Sirobuji, Split (1993.)
- Stambeno-poslovna zgrada u Mihanovićevoj, Split (1993.)
- Stambeno-poslovni blok Ribnjak, Omiš (1994.)
- Stambeni niz na Pazdigradu, Split (1995.)
- Uređenje Marmontove ulice, Split (1995.)
- Prenamjena i adaptacija Centra za novačenje u Medicinski fakultet u Splitu (1995.)
- Dogradnja obiteljske kuće u Gupčevoj u Splitu, za obitelj Mrklić (1997.)
- Pošta i telefonska centrala, Povlja na Braču (1997.)
- Pošta i telefonska centrala, Cista Velika (1997.)
- Stambeno-poslovna zgrada Ivanišević  (tzv. „Lazarica II“), Split (1998. – 2003.)
- Pošta i telefonska centrala, Selca na Braču (1998.)
- Preuređenje i rekonstrukcija hotela „Park“, Split (1999.)
- Uređenje rive, Trogir (1999.)
- Kuća za odmor obitelji Čulo (Vila Petra), Bol na Braču (2000.)
- Obiteljska vila Gorana Ivaniševića na Mejama, Split (2002.)
- Zdravstvena škola, Split (2004.)
- Nadogradnja i dogradnja zgrade Medicinskog fakulteta, Split (2004.)
- Gradska športska dvorana, Kaštel Sućurac (2004.)
- Gradska športska dvorana – Ribnjak – Omiš (2005.)
- Medicinski fakultet u Splitu – projekt cijelog kompleksa (2005.)
- Klinika za ženske bolesti i porode Kliničke bolnice Split (2005.)
- Hotel „Luxe“ (ex Domić), Split (2010.)
- Centar za onkologiju Kliničke bolnice Mostar (2008.)
- Višeobiteljska zgrada obitelji Majer, Bilice kod Šibenika (2009.)
- Kuća za odmor obitelji Utrobičić, Pisak kod Omiša (2011.)

## Najvažniji izvedeni interijeri
- Prodavaonica „Narodne novine“, Split (1984.)
- Hotel „Jadran, Split (1987.)
- Prodavaonica kristala „Orion“, Split (1996.)
- Automatska telefonska centrala i uprava – ATC – Split (1996.)
- Gradska vijećnica, Knin (1997.)
- Medicinski fakultet – nadogradnja, Split (1996.)
- Hotel „Park“, Split (2000.)
- Hrvatski zavod za zdravstveno osiguranje, Split (zapadna obala) (2005.)

## Prve nagrade na natječajima
- Stambeno poslovna zgrada Domić, Split (1985.)
- Gradsko groblje u Rijeci – s arh. D. Kovačićem (1985.)
- Hotel „Park II“ u Splitu – s arh. V. Peračićem (1986.)
- Automatska telefonska centrala „ATC Smrdečac“, Split (1988.)
- Ulica kralja Tomislava, Split - s arh. F. Deljakom (1993.)
- Urbanističko-arhitektonski natječaj Zona Priko u Omišu – s arh. F. Deljakom (1994.)
- Zdravstvena škola u Splitu – s arh. M. Tudorom i D. Žižićem (2003.)
- Klinika za ženske bolesti i porode u Splitu (2005.)

## Društveno-političko djelovanje
Aktivni je član Društva arhitekata Split od 1977.
Od 1993. član je Lions Cluba Split (The International Association of Lions Clubs), predsjednik 2000. – 2001.
Pokretao je ili sudjelovao u mnogim akcijama za uljepšavanje i dobrobit grada - restauraciju skulpture Majka i dijete Ivana Meštrovića, izrada brončane makete užeg dijela grada Splita i dr.
1990. godine postaje član Hrvatske demokratske zajednice, da bi 1992. sudjelovao u Domovinskom ratu, kao hrvatski dragovoljac. 
1993. postaje članom Gradskog vijeća Splita, u mandatu do 1997. U tom razdoblju obnaša razne dužnosti kao predsjednik Kluba vijećnika HDZ-a, te biva predsjednikom Komisije za izradu prvog Statuta grada Splita u slobodnoj Hrvatskoj. 
Član je Gradskog odbora HDZ-a i predsjednik temeljne organizacije Bačvice. 
Koordinirao je aktivnosti i sudjelovao u izradi prvog programa HDZ-a za Grad Split. 
Na izborima 2013. kandidat je HDZ-a za gradonačelnika grada Splita, te ulazi u drugi krug, gdje gubi za 500 glasova. 
2013. – 2017. kao vijećnik po drugi put ulazi u Gradsko vijeće Splita.

## Vanjske poveznice
- https://www.arc-st.hr/
- http://dalmatinskiportal.hr/vijesti/vjeko-ivanisevic/35487
- https://www.vecernji.hr/zdravlje/foto-oaza-za-uzitak-u-splitu-zelena-terasa-na-krovu-zgrade-502828/komentari
- https://lektirko.blogspot.com/2013/05/snijeg-u-splitu-lektira-za-4-razred.html